# Fred Clark
Frederick Leonard Clark (19 de marzo de 1914 – 5 de diciembre de 1968) fue un actor cinematográfico y televisivo estadounidense.

## Biografía
Su nombre completo era Frederick Leonard Clark, y nació en Lincoln, California. Clark debutó en el cine en 1947 con The Unsuspected. Su carrera de 20 años de duración incluye casi setenta películas, así como numerosas actuaciones televisivas. Como actor de reparto, con su voz hosca, su físico intimidante, calvo y con un pequeño bigote en un rostro ceñudo, a menudo fue elegido para encarnar a productores de cine, jefes criminales, propietarios de tierras, empresarios, médicos o generales. En 1942, durante la Segunda Guerra Mundial Clark ingresó en la Armada de los Estados Unidos, sirviendo como piloto. Posteriormente pasó al Ejército, sirviendo en Europa hasta el final de la contienda. 

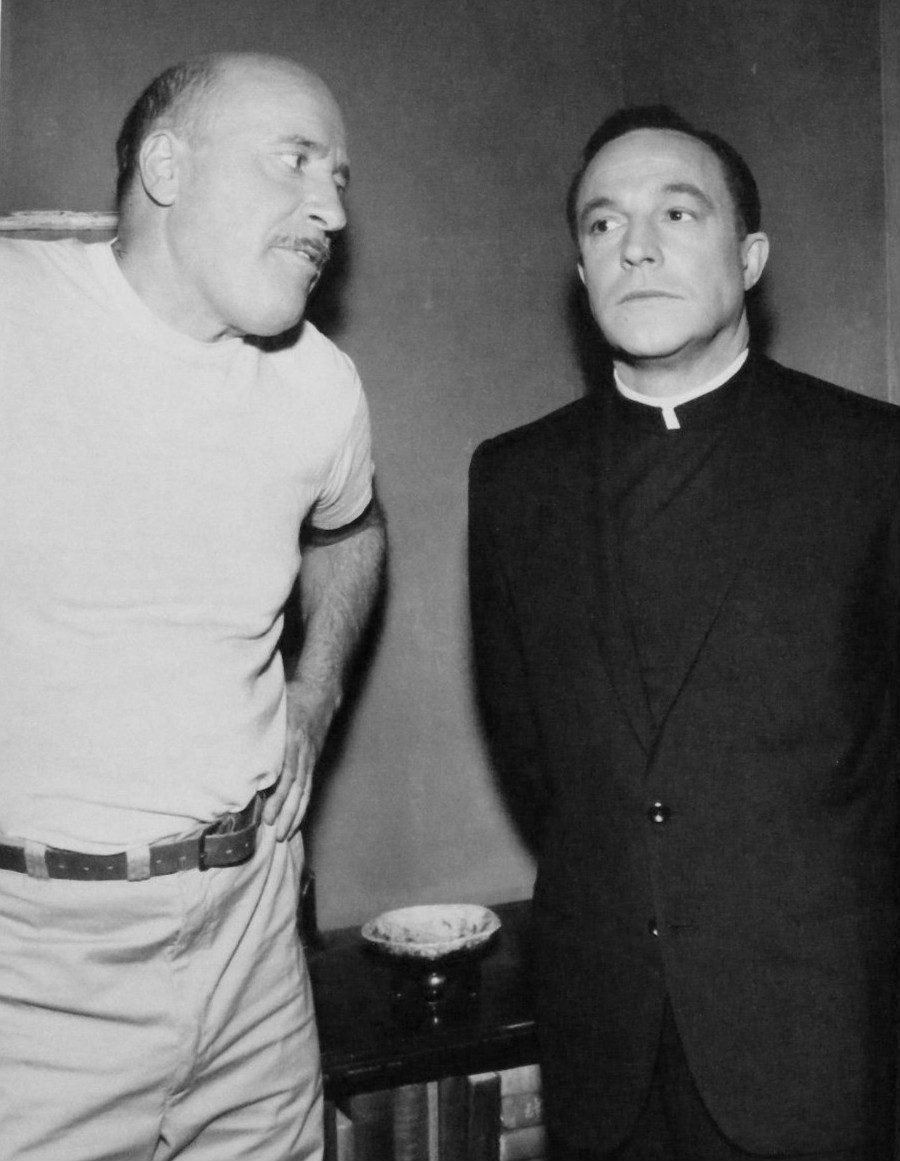
Con Gene Kelly

Entre sus filmes más destacados figuran Ride the Pink Horse (1948), Mr. Peabody and the Mermaid (1948), Flamingo Road (1949), White Heat (1949), Sunset Boulevard (1950), A Place in the Sun (1951), How to Marry a Millionaire (1953), The Court-Martial of Billy Mitchell (1955), How to Be Very, Very Popular (1955), Daddy Long Legs (1955), Auntie Mame (1958), y Visit to a Small Planet (1960).
Aunque siguió haciendo cine en los años 1960 (destacando su papel en el film de Hammer Productions The Curse of the Mummy's Tomb en 1964, y el que hizo en John Goldfarb, Please Come Home en 1965) se centró más en la actuación televisiva, siendo actor regular de The George Burns and Gracie Allen Show, donde encarnó a Harry Morton hasta 1953. También hizo actuaciones como artista invitado en The Twilight Zone, The Beverly Hillbillies, Going My Way, The Addams Family y Mi bella genio. En 1962, él y Bea Benaderet, otra veterana de Burns and Allen, fueron Mr. y Mrs. Springer en el episodio "Continental Dinner", el final de la sitcom de CBS Pete and Gladys, que protagonizaban Harry Morgan y Cara Williams. Clark tuvo también un papel regular, aunque corto, en la sitcom de ABC de 1966 The Double Life of Henry Phyfe, actuando junto a Red Buttons.
Fred Clark falleció en 1968 en Santa Mónica, California, a causa de una dolencia hepática. Sus restos fueron incinerados, y las cenizas esparcidas en el mar. Había estado casado con la actriz Benay Venuta desde 1952 a 1962, y a partir de 1966 con la modelo Gloria Glaser.
Por su trabajo televisivo, a Clark se le concedió una estrella en el Paseo de la Fama de Hollywood, en el 1713 de Vine Street.

## Selección de su filmografía
- The Unsuspected, de Michael Curtiz (1947)
- Ride the Pink Horse, de Robert Montgomery (1947)
- Mr. Peabody and the Mermaid, de Irving Pichel (1948)
- Cry of the City, de Robert Siodmak (1948)
- Alias Nick Beal, de John Farrow (1949)
- Flamingo Road, de Michael Curtiz (1949)
- Task Force, de Delmer Daves (1949)
- White Heat, de Raoul Walsh (1949)
- Sunset Boulevard, de Billy Wilder (1950)
- The Jackpot, de Walter Lang (1950)
- Mrs. O'Malley and Mr. Malone, de Norman Taurog (1950)
- The Lemon Drop Kid, de Sidney Lanfield (1951)
- A Place in the Sun, de George Stevens (1951)
- Three for Bedroom "C", de Milton H. Bren (1952)
- Dreamboat, de Claude Binyon (1952)
- ¡Qué par de golfantes!, de Norman Taurog (1953)
- How to Marry a Millionaire, de Jean Negulesco (1953)
- Living It Up, de Norman Taurog (1954)
- Abbott and Costello Meet the Keystone Kops, de Charles Lamont (1955)
- Daddy Long Legs, de Jean Negulesco (1955)
- The Court-Martial of Billy Mitchell, de Otto Preminger (1955)
- How to Be Very, Very Popular, de Nunnally Johnson (1955)
- Miracle in the Rain, de Rudolph Maté (1956)
- The Birds and the Bees, de Norman Taurog (1956)
- The Solid Gold Cadillac, de Richard Quine (1956)
- Back from Eternity, de John Farrow (1956)
- The Fuzzy Pink Nightgown, de Norman Taurog (1957)
- Don't Go Near the Water, de Charles Walters (1957)
- Auntie Mame, de Morton DaCosta (1958)
- The Mating Game, de George Marshall (1959)
- It Started with a Kiss, de George Marshall (1959)
- Risate di gioia, de Mario Monicelli (1960)
- Visit to a Small Planet, de Norman Taurog (1960)
- Suena el teléfono, de Vincente Minnelli (1960)
- Boys' Night Out, de Michael Gordon (1962)
- Zotz!, de William Castle (1962)
- Move Over, Darling, de Michael Gordon (1963)
- The Curse of the Mummy's Tomb, de Michael Carreras (1964)
- John Goldfarb, Please Come Home, de J. Lee Thompson (1965)
- Dr. Goldfoot and the Bikini Machine, de Norman Taurog (1965)
- When the Boys Meet the Girls, de Alvin Ganzer (1965)
- Due marines e un generale, de Luigi Scattini (1965)
- Skidoo, de Otto Preminger (1968)
- The Horse in the Gray Flannel Suit, de Norman Tokar (1968)
- I Sailed to Tahiti with an All Girl Crew, de Richard L. Bare (1968)